# Korro
Pour l’article ayant un titre homophone, voir Corro.
Korro est une commune rurale située dans le département de Bagaré de la province du Passoré dans la région Nord au Burkina Faso.

## Géographie
Korro est situé à 5 km au sud-est de Bagaré, le chef-lieu du département, et à environ 40 km à l'ouest du centre de Yako.

## Santé et éducation
Le centre de soins le plus proche de Korro est le centre de santé et de promotion sociale (CSPS) de Bagaré tandis que le centre médical avec antenne chirurgicale (CMA) de la province se trouve à Yako.
La commune possède une école primaire.